# 가미지마 다쿠미
가마지마 다쿠미(일본어: 上島 拓巳, 1997년 2월 5일~)은 일본의 축구 선수이다. 포지션 중앙 수비수이며 요코하마 F. 마리노스 소속으로 뛰고 있다.

## 구단 경력
2018년 J1 리그 시즌 부터 주오 대학 소속으로 가시와 레이솔에서 뛰었으며, 2019시즌부터 완전히 구단에 합류했다.
모든 대회에 걸쳐 14경기에 출전한 그는 다음 시즌인 2020 시즌에 임대로 아비스파 후쿠오카에 합류했다.아비스파 후쿠오카 소속으로 41경기에 출전하며 도쿠시마 보르티스를 상대로 득점을 하며 첫 프로 골을 기록했다.
2022년 12월 14일, 요코하마 F. 마리노스로의 이적이 발표되었다